# 下桑蒂瓦涅塞尔

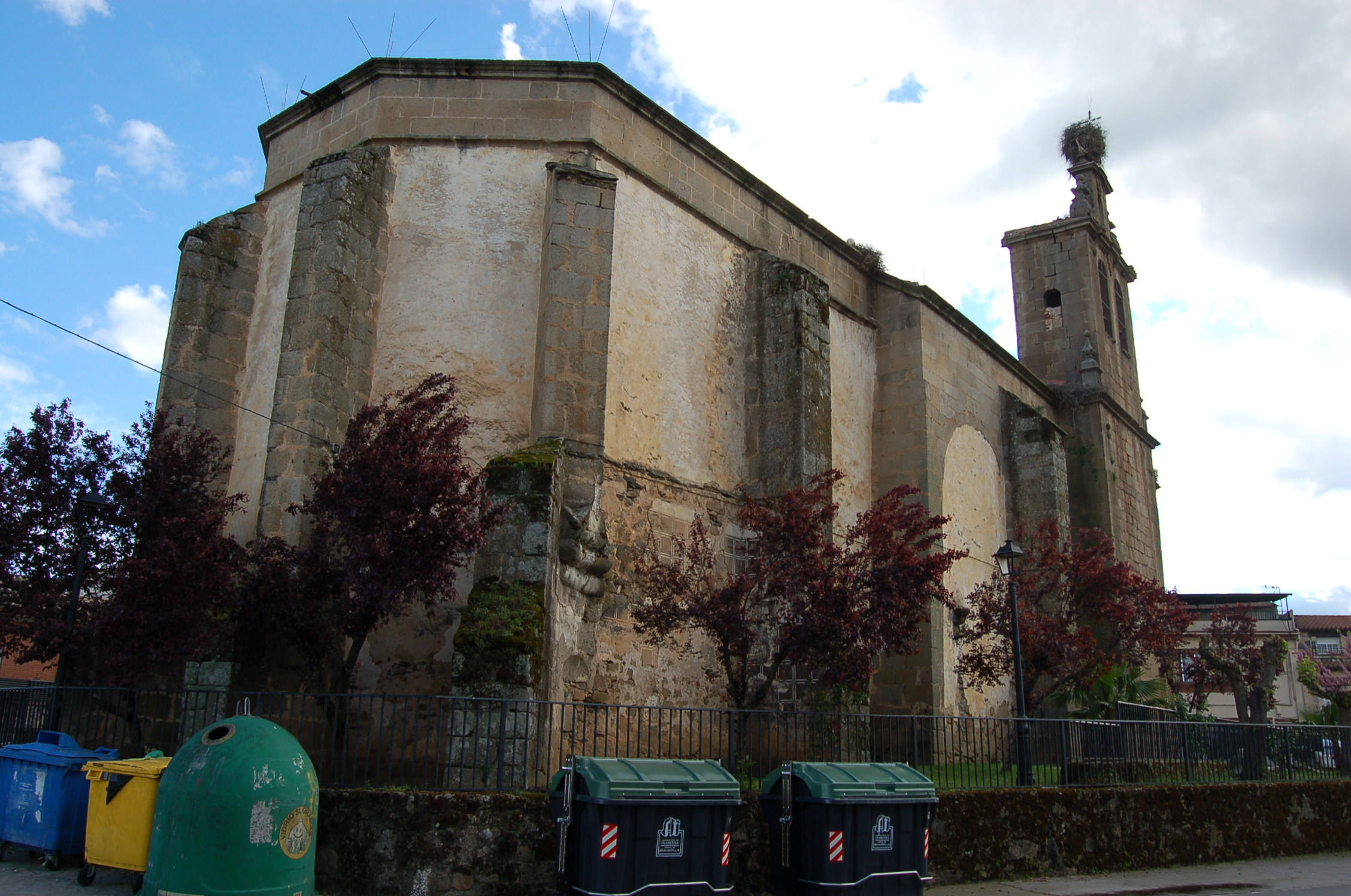
教会

桑蒂瓦涅塞尔瓦霍，是西班牙埃斯特雷马杜拉卡塞雷斯省的一个市镇。总面积46平方公里，总人口975人（2001年），人口密度21人/平方公里。